# Thomasomys ladewi
Thomasomys ladewi és una espècie de mamífer rosegador de la família dels cricètids. És endèmic del nord-oest de Bolívia, on viu a altituds d'entre 2.360 i 3.300 msnm. Es tracta d'un animal terrestre. El seu hàbitat natural són els boscos montans. Algunes poblacions estan amenaçades per la desforestació, la fragmentació del seu medi i l'agricultura.
L'espècie fou anomenada en honor del jardiner estatunidenc Harvey Smith Ladew.